# Choerodon graphicus
Choerodon graphicus De Vis, 1885  è un pesce d'acqua salata appartenente alla famiglia Labridae.

## Distribuzione e habitat
Proviene dalle barriere coralline dell'oceano Pacifico; si trova in particolare in Nuova Caledonia e Australia, sulle coste del Queensland. Nuota in zone con substrato sabbioso a profondità solitamente superiori a -20 m e non inferiori a -46.

## Descrizione
Presenta un corpo allungato, ovale, compresso lateralmente e con la testa dal profilo arrotondato, con la mandibola abbastanza prominente. Gli occhi sono blu e gialli, mentre il corpo è grigio a macchie bianche dai contorni irregolari. La pinna dorsale e la pinna anale sono basse e lunghe, mentre la pinna caudale è giallastra o grigiastra. La lunghezza massima è 51,5 cm.

## Biologia

### Comportamento
È una specie prevalentemente solitaria, non particolarmente rara e facile da osservare.

### Alimentazione
La sua dieta è composta prevalentemente da varie specie di invertebrati acquatici come echinodermi, in particolare ricci di mare, cnidari, soprattutto coralli, e molluschi gasteropodi.

### Riproduzione
È oviparo e la fecondazione è esterna; non ci sono cure nei confronti delle uova.

## Conservazione
L'unico pericolo che minaccia questa specie è la pesca, che non sembra però essere così frequente però da danneggiarne la popolazione, quindi la specie viene classificata come "a rischio minimo" (LC).